# Абрамов, Павел Васильевич
Павел Васильевич Абрамов (20 декабря 1902, Матвеевское — 19 ноября 1956, Москва) — советский инженер-строитель, хозяйственный, государственный и политический деятель. Главный редактор журнала «Городское хозяйство Москвы» (1951—1956).

## Биография
Родился в 20 декабря 1902 года в деревне Матвеевское (ныне Тверская область) в бедной крестьянской семье.
Начал трудовую деятельность на тверской текстильной фабрике «Пролетарка». Позднее работал в Горкомхозе и одновременно учился в механико-строительном техникуме, который окончил в 1924 году. В 1927 году вступил в ВКП(б).
В 1929 году переехал в Москву, где работал в секторе капитального строительства Московской областной плановой комиссии. Позднее был на руководящей работе в тресте «Строитель» занимавшемся строительством промышленных сооружений и жилых посёлков автозавода имени Сталина. Одновременно учился на вечернем факультете Строительного института Моссовета, по окончании которого стал производителем работ на стройке теплоэлектроцентрали автозавода имени Сталина. Под его руководством строились жилые дома для рабочих на улице Машиностроения, Велозаводской, в Коломенском посёлке, а также промышленные корпуса автозавода. В 1939 году он был избран секретарём парткома треста «Строитель», а в 1940 году — вторым секретарём Пролетарского райкома ВКП(б) города Москвы.
После начала Великой Отечественной войны принимал участие в строительстве оборонительных сооружений в Брянской и Смоленской областях, а затем на подступах к Москве. Занимался организацией производства боеприпасов и вооружения на предприятиях Пролетарского района Москвы. В 1943 году избран заместителем председателя Исполкома Моссовета. На этой должности занимался обеспечением кадрами предприятий оборонной промышленности и городского хозяйства. В 1947 году стал председателем Городской плановой комиссии. В должности заместителя начальника Главмосстроя занимался реорганизацией строительного дела Москвы.
Избирался депутатом Верховного совета РСФСР 2-го созыва от Ждановского избирательного округа и 3-го созыва от Коминтерновского избирательного округа города Москвы. Также избирался депутатом Московского городского Совета депутатов трудящихся, был членом МК и МГК КПСС. Доцент Московского института инженеров гражданского строительства с 1953 года. В 1956 году был принят в Союз архитекторов СССР.
Умер в Москве в 19 ноября 1956 года. Похоронен на Новодевичьем кладбище.

Могила П. В. Абрамов на Новодевичьем кладбище

## Награды
- Орден Ленина — за участие в осуществлении сталинского генплана реконструкции Москвы[3]
- Орден Трудового Красного Знамени — за выполнение задании правительства по обеспечению московской промышленности, строительства и транспорта рабочими кадрами в условиях военного времени[3]
- Орден Красной Звезды — за успешную работу по производству вооружения в годы войны[3]